# Chrysso vexabilis
Chrysso vexabilis är en spindelart som beskrevs av Eugen von Keyserling 1884. Chrysso vexabilis ingår i släktet Chrysso och familjen klotspindlar. Inga underarter finns listade i Catalogue of Life.